# アフリカ連合ソマリア移行ミッション
アフリカ連合ソマリア移行ミッション (African Union Transition Mission in Somalia, ATMIS) は、2022年4月から2024年12月末まで行われていた、ソマリア平和維持活動をアフリカ連合軍 (AU軍)からソマリア軍に引き渡すためのミッションである。国際連合承認の元で行われた。2007年から行われていた アフリカ連合ソマリアミッション (AMISOM) に変わるものとしてスタートした。 このための軍人と警察官は、AMISOMに引き続いて東アフリカ諸国であるエチオピア、ケニア、ブルンジ、ジブチ、ウガンダ、シエラレオネが提供した。
しかしイスラーム武装勢力アル・シャバブの活動が依然として活発だったため、期間が延長され、最終的には2024年末まで継続された。そしてATMISの仕組みではAU軍が撤退するという当初の目的が達成されないとして、2025年1月からアフリカ連合ソマリア支援安定化ミッション (AUSSOM) に移行された。 なお、2024年1月から別件でソマリアとエチオピア間の緊張の高まったため、ATMISからAUSSOMへの移行はやや難航した。

## 組織
ATMISは、ソマリア南部を6つに分けた領域（セクター）に駐留している。この領域区分は旧AMISOM終了時のものがほぼそのまま継承された。領域5、領域6は、重要地域として旧AMISOM時代に後から追加されたものである。
| 領域 | 地域                                                        | 主な連邦構成国             | 担当国             |
| ---- | ----------------------------------------------------------- | -------------------------- | ------------------ |
| 1    | 首都、バナディール地域、下部シェベリ地域                    | 連邦政府                   | ウガンダ           |
| 2    | 下部ジュバ地域、下部シェベリ地域 、中部ジュバ地域、ゲド地域 | ジュバランド               | ケニア             |
| 3    | ベイ地域、バコール地域、ゲド地域                            | 南西ソマリア               | エチオピア         |
| 4    | ヒラーン地域、ガルグドゥード地域                            | ヒーシェベリ、ガルムドゥグ | ジブチ             |
| 5    | 中部シェベリ地域                                            | ヒーシェベリ               | ブルンジ           |
| 6    | キスマヨ                                                    | ジュバランド               | エチオピア、ケニア |

### 代表

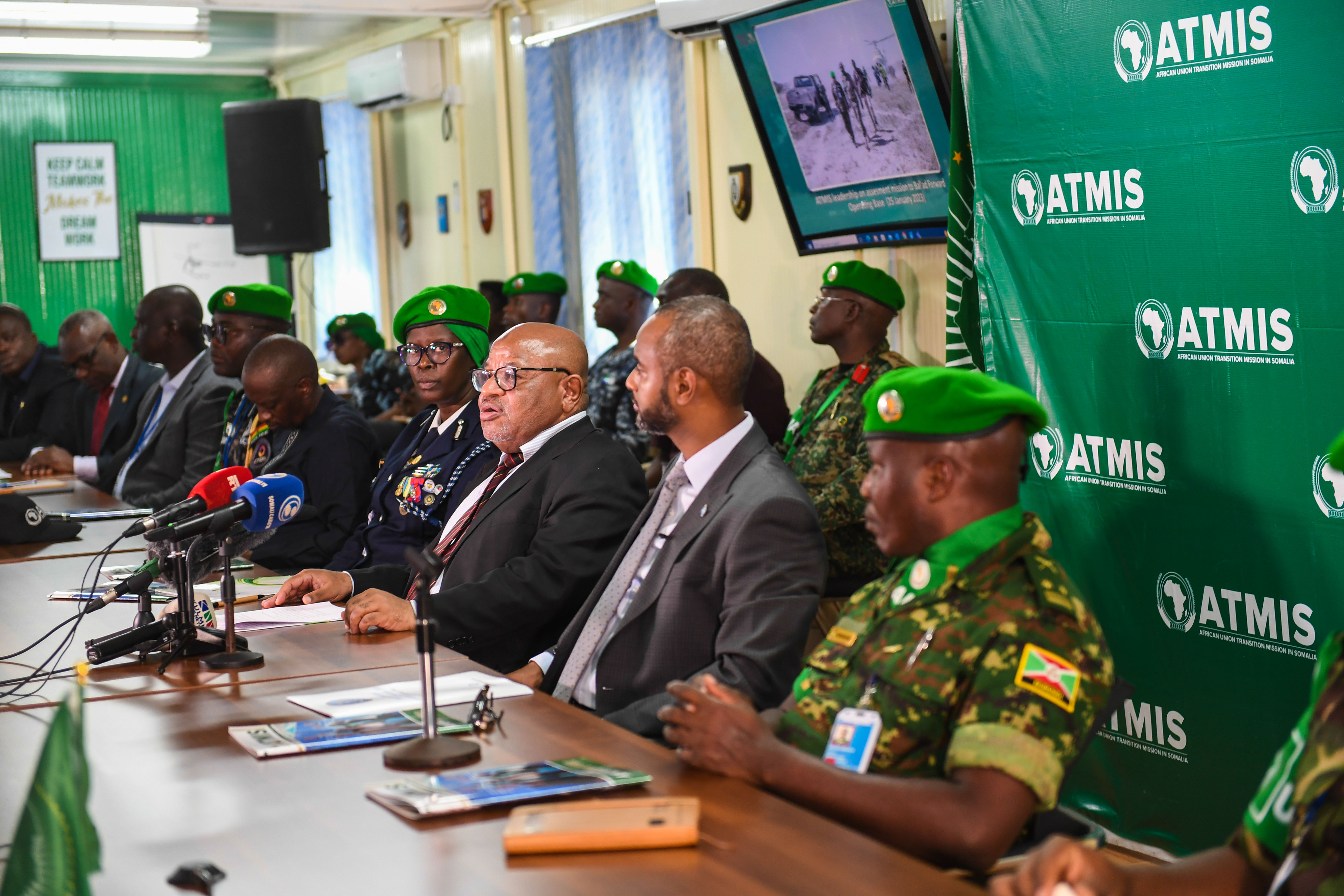
2023年4月1日、ATMIS1周年で記者会見している代表のモハメド・エル・アミネ・スエフ（中央、無帽で眼鏡の男性）

アフリカ連合の在ソマリア大使が務めることとなっており、前組織AMISOMに引き続きモザンビーク出身のフランシスコ・マデイラが就任した。
ATMIS発足後間もない2022年4月6日、ソマリア首相のモハメド・フセイン・ローブルは、フランシスコ・マデイラがソマリア政府高官を批判しているコメントが報道されたことを受け、「その地位にふさわしくない行為を行った」として48時間以内に国外退去するよう命じた。一方、首相の上司に当たるソマリア大統領モハメド・アブドゥライ・モハメドは、首相の判断を拒絶した。 結局4月16日、マデイラはAU在ソマリア大使（兼ATMIS代表）を辞任した。
2022年11月19日、後任でコモロ出身のモハメド・エル・アミネ・スエフが着任した。
スエフはATMISが終了となる2024年12月31日まで就任し、引き続きAUSSOMでも代表を務める。

### 軍司令官

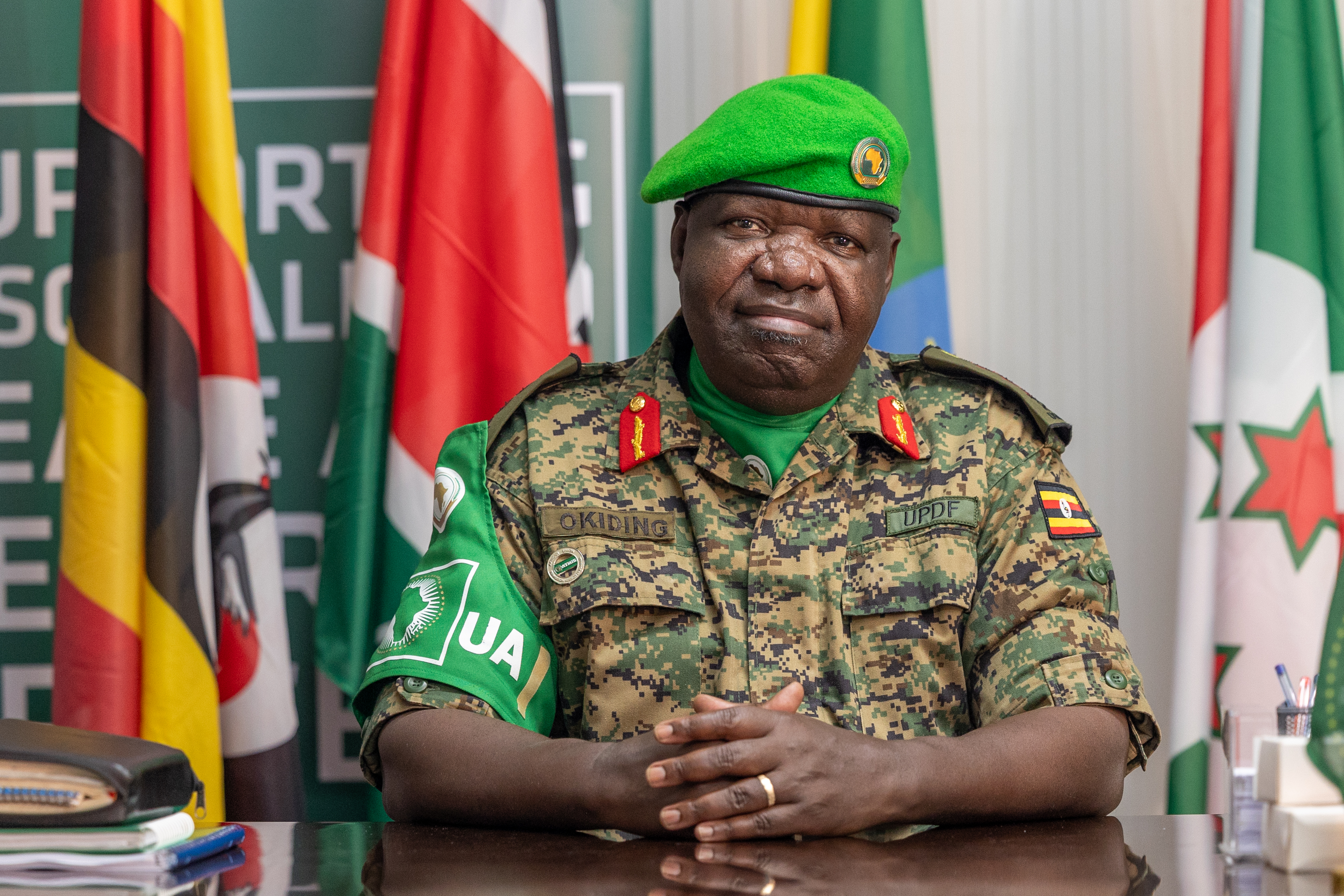
2023年5月から2024年7月まで軍司令官だったサム・オキディング

ATMIS発足直後は、前組織AMISOM終了時の軍司令官で、ブルンジ出身のディオメデ・ンデジェヤ (Diomede Ndegeya)が引き続き就任した。
2023年5月14日、ATMISの司令官がウガンダ出身のサム・オキディング(Sam Okiding)中将に交代した。
2024年7月29日、ウガンダ出身のサム・カブマ (Sam Kavuma) 中将に交代した。ATMISが終了となる2024年12月31日まで就任し、引き続きAUSSOMでも代表を務める。

### 警察長官

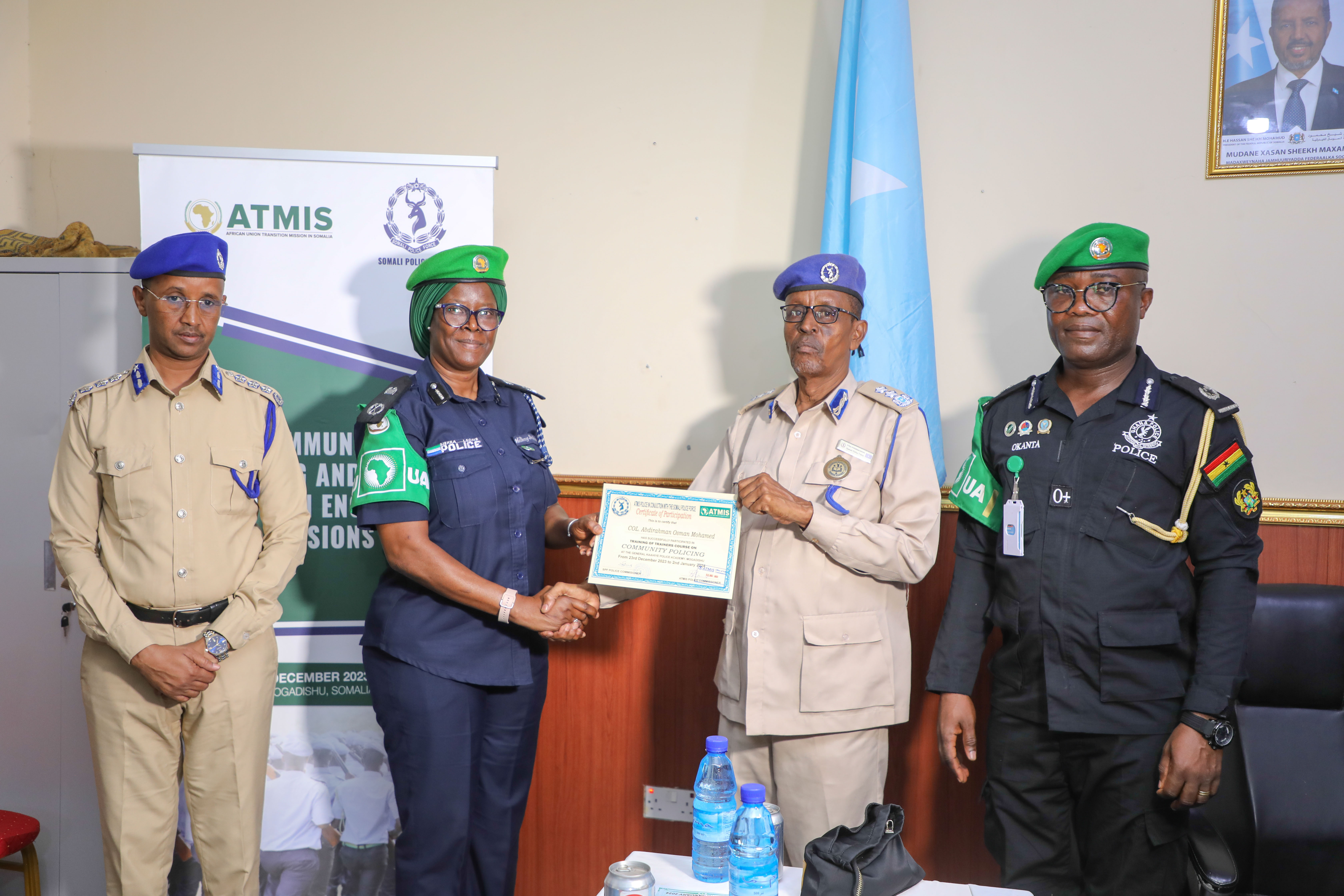
2024年1月2日、ATMISの警察長官であるヒラリー・サオ・カヌ（向かって中央左側）は、ソマリア警察の警察官に研修修了証を手渡した。

ATMIS支配地域の治安と安定を維持し、現地の警察官を訓練し、装備を提供することを任務とした。
ATMIS発足直後は、2019年11月から前組織AMISOMの警察長官を務めたシエラレオネ出身のオーガスティン・マグナス・カイリー(Augustine Magnus Kailie)が引き続き務めた。
しかし2022年10月に辞任。その後しばらく副警察長官が長官代理となった。
2023年3月2日、ATMIS副警察長官で同じくシエラレオネ出身のヒラリー・サオ・カヌ が正式に警察長官に就任した。

## 経緯

### 背景

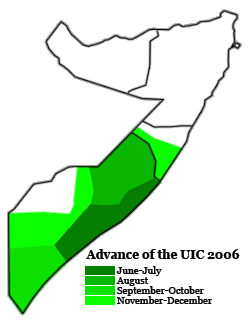
イスラム法廷会議の支配領域。2006年12月上旬の最盛期にはソマリアの南半分を掌握したが、年末ぎりぎりにエチオピア軍の攻勢でほぼ壊滅した。

2006年夏、ソマリア南部でイスラーム武装勢力イスラム法廷会議が勢力を拡大し、12月上旬にはソマリアの南半分を占拠する事態となった。これを駆逐するため、隣国エチオピアがソマリアに軍を送り、12月末にはソマリアの主要都市を取り戻した。アフリカ連合 (AU)は2007年1月、この状態を維持するため、 アフリカ連合ソマリアミッション (AMISOM) の名称でソマリアにAU軍を駐留させることにした。当初は6カ月で終了するはずだったが、2007年にイスラム法廷会議よりもさらに過激で強力なイスラーム武装勢力 アル・シャバブが発生し、勢力範囲を広げたため、長期化した。AMISOMのソマリア駐留は2014年には2万2000人を超える規模になるまで拡大した。
AMISOMの駐留が長期化するにつれ、軍を派遣しているAU各国は撤退の希望を出すようになってきた。
そのため2022年3月31日、国際連合安全保障理事会は決議2628号を出し、AMISOMをATMISに改組し、ソマリアの治安維持部隊を徐々にAU軍からソマリア軍へと移行することとなった。この決議では、2022年12月31日までにAUから最大19,626人の軍人・警察官（警察官は最低1,040人とする）を派遣し、治安責任を段階的にソマリア政府に引き渡し、2023年1月1日から2023年3月31日までの間にこれを最大17,626人にまで減らし、2023年4月1日にAU軍を撤退させることとなった。

### ATMISの誕生

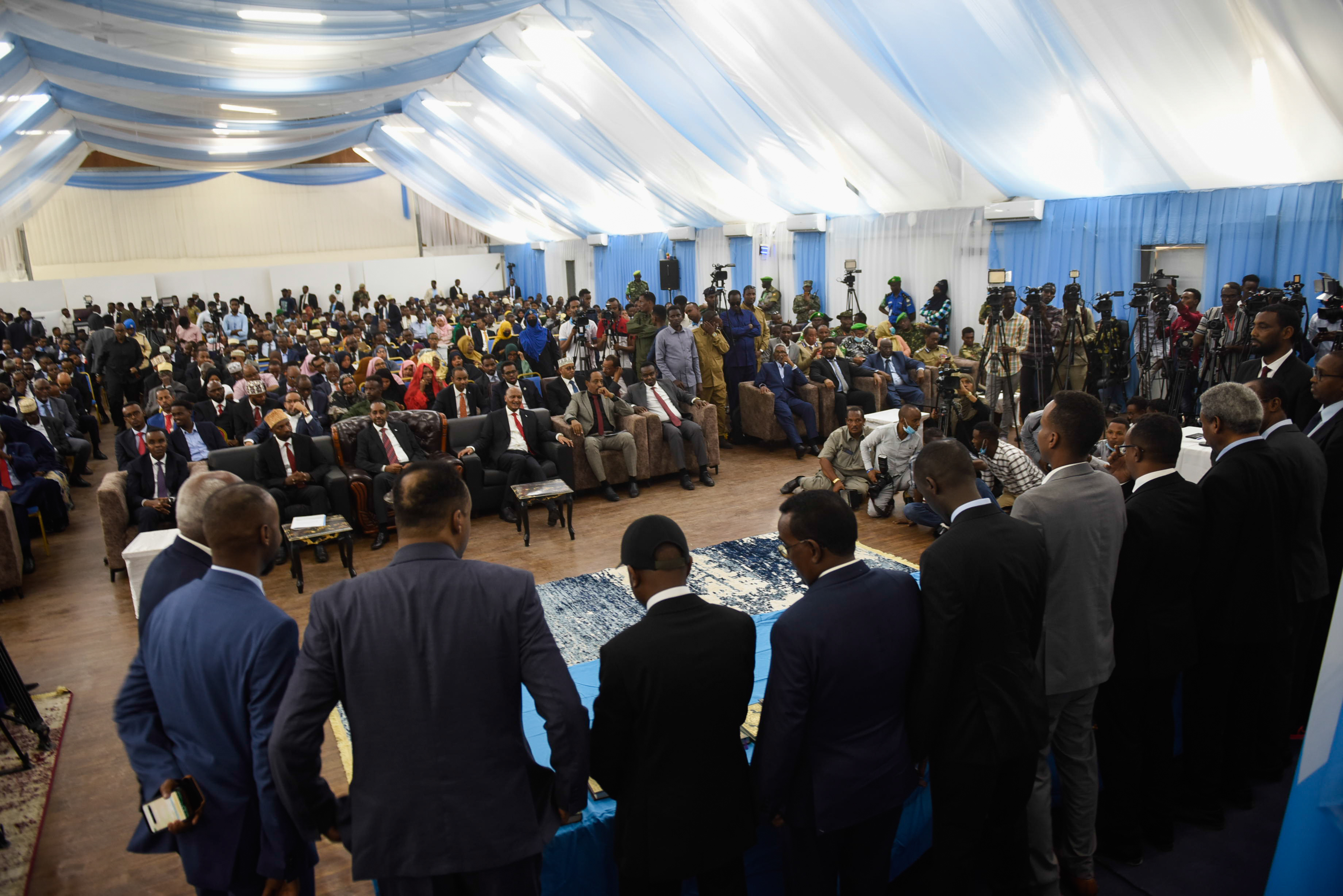
2022年4月14日、ATMISは首都モガディシュにあるハラネ基地を、ソマリア第11回連邦議会の新議員の宣誓式の場所として提供した。

アフリカ連合ソマリア移行ミッション(ATMIS)は、2022年3月31日のAMISOMの任務終了を受けて、2022年4月1日に結成された。このミッションは、2023年3月31日までにアフリカ連合の軍が撤退し、それに合わせてソマリア政府の軍事的および制度的な両方の自立を達成することを目指していた。

### 事件
しかしATMISによるイスラーム武装勢力アル・シャバブの駆逐は難航した。
2022年5月、アル・シャバブの戦闘員が銃と爆発物で武装し、中部シェベリ地域のエル・バラフのATMIS軍事キャンプを襲撃した。 激しい銃撃戦の末、ブルンジ軍兵士30人が死亡、ブルンジ人平和維持部隊員22人が負傷したとブルンジ軍高官が伝えた。また、12人の兵士が行方不明になったと発表された。これは、3月31日にAMISOMからATMISに改組されてから初めての大規模な攻撃となった。

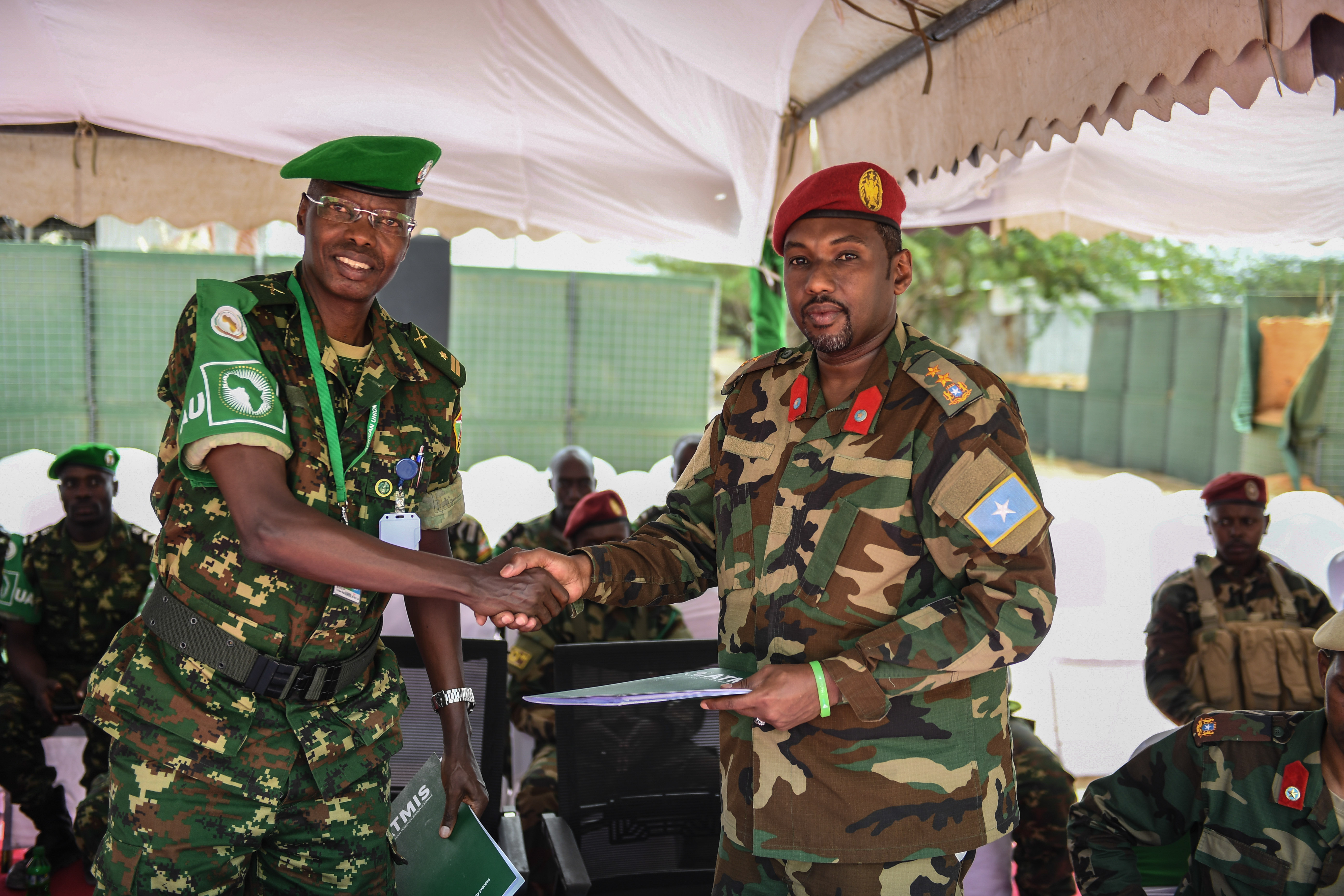
2023年1月15日、マスラ前方作戦基地（FOB）の引き渡しの際に握手しているブルンジ軍司令官とソマリア軍司令官

2023年1月にAU軍のマスラ基地がソマリア軍(SNA)に引き渡された。これが引き渡された最初の基地となった。 
2023年5月、下部シェベリ地域のブーロ・マレールにあるウガンダ軍の基地が重武装したアル・シャバブの武装勢力の襲撃を受け、一時制圧された。 この襲撃により、兵士54人が死亡した。襲撃側のアル・シャバブは137名を殺害したと主張している。また、少なくとも2人の兵士が捕虜となり、武装勢力が一時的に町を掌握した。この攻撃は2007年にウガンダ軍がソマリアに派兵されて以来、同国軍に対する最悪の攻撃となった。

### ソマリア軍への引継ぎ手続き
| 段階     | 日付       | 所在地       | 基地名             | 部隊       | 処置      | 情報源 |
| -------- | ---------- | ------------ | ------------------ | ---------- | --------- | ------ |
| 予備段階 | 2023年1月  | ヒーシェベリ | マスラ             | ブルンジ   | SNAに移管 | [ 26 ] |
| 第1段階  | 2023年6月  | 南西ソマリア | マルカ・アユーブ   | ウガンダ   | 閉鎖      | [ 27 ] |
| 第1段階  | 2023年6月  | ヒーシェベリ | ハジ・アリ         | ブルンジ   | SNAに移管 | [ 28 ] |
| 第1段階  | 2023年6月  | ヒーシェベリ | ミルティクオ       | ブルンジ   | SNAに移管 | [ 29 ] |
| 第1段階  | 2023年6月  | 南西ソマリア | アルバオ           | ウガンダ   | SNAに移管 | [ 30 ] |
| 第1段階  | 2023年6月  | ヒーシェベリ | アダレ             | ブルンジ   | SNAに移管 | [ 31 ] |
| 第1段階  | 2023年6月  | 連邦政府     | アルジャジーラ1    | ウガンダ   | SNAに移管 | [ 32 ] |
| 第1段階  | 2023年6月  | ジュバランド | ゲリル             | ケニア     | SNAに移管 | [ 33 ] |
| 第2段階  | 2023年9月  | ヒーシェベリ | ビオ・アダレ       | ブルンジ   | SNAに移管 | [ 34 ] |
| 第2段階  | 2023年10月 | ヒーシェベリ | ラガ・エール       | ブルンジ   | SNAに移管 | [ 35 ] |
| 第2段階  | 2023年12月 | 連邦政府     | 大統領官邸         | ウガンダ   | SNAに移管 | [ 36 ] |
| 第2段階  | 2023年12月 | 連邦政府     | 国会議事堂         | ウガンダ   | SNAに移管 | [ 37 ] |
| 第2段階  | 2023年12月 | ヒーシェベリ | コリロウ           | ブルンジ   | SNAに移管 | [ 38 ] |
| 第2段階  | 2024年2月  | ジュバランド | ブラハチェ         | ケニア     | SNAに移管 | [ 39 ] |
| 第2段階  | 2024年2月  | ジュバランド | 旧空港             | エチオピア | SNAに移管 | [ 39 ] |
| 第2段階  | 2024年2月  | ジュバランド | サリレ             | ケニア     | 閉鎖      | [ 39 ] |
| 第2段階  | 2024年2月  | ジュバランド | 旧キスマヨ空港     | ケニア     | 閉鎖      | [ 39 ] |
| 第3段階  | 2024年6月  | 連邦政府     | バリイレ           | ウガンダ   | SNAに移管 | [ 40 ] |
| 第3段階  | 2024年6月  | ヒーシェベリ | ジョハール         | ブルンジ   | SNAに移管 | [ 41 ] |
| 第3段階  | 2024年6月  | ジュバランド | アブダラ・ビロール | ケニア     | SNAに移管 | [ 42 ] |
| 第3段階  | 2024年7月  | ヒーシェベリ | オルハサン         | ジブチ     | SNAに移管 | [ 43 ] |
| 第3段階  | 2024年11月 | ジュバランド | ブルガボ           | ケニア     | SNAに移管 | [ 44 ] |

### 撤退の第1段階

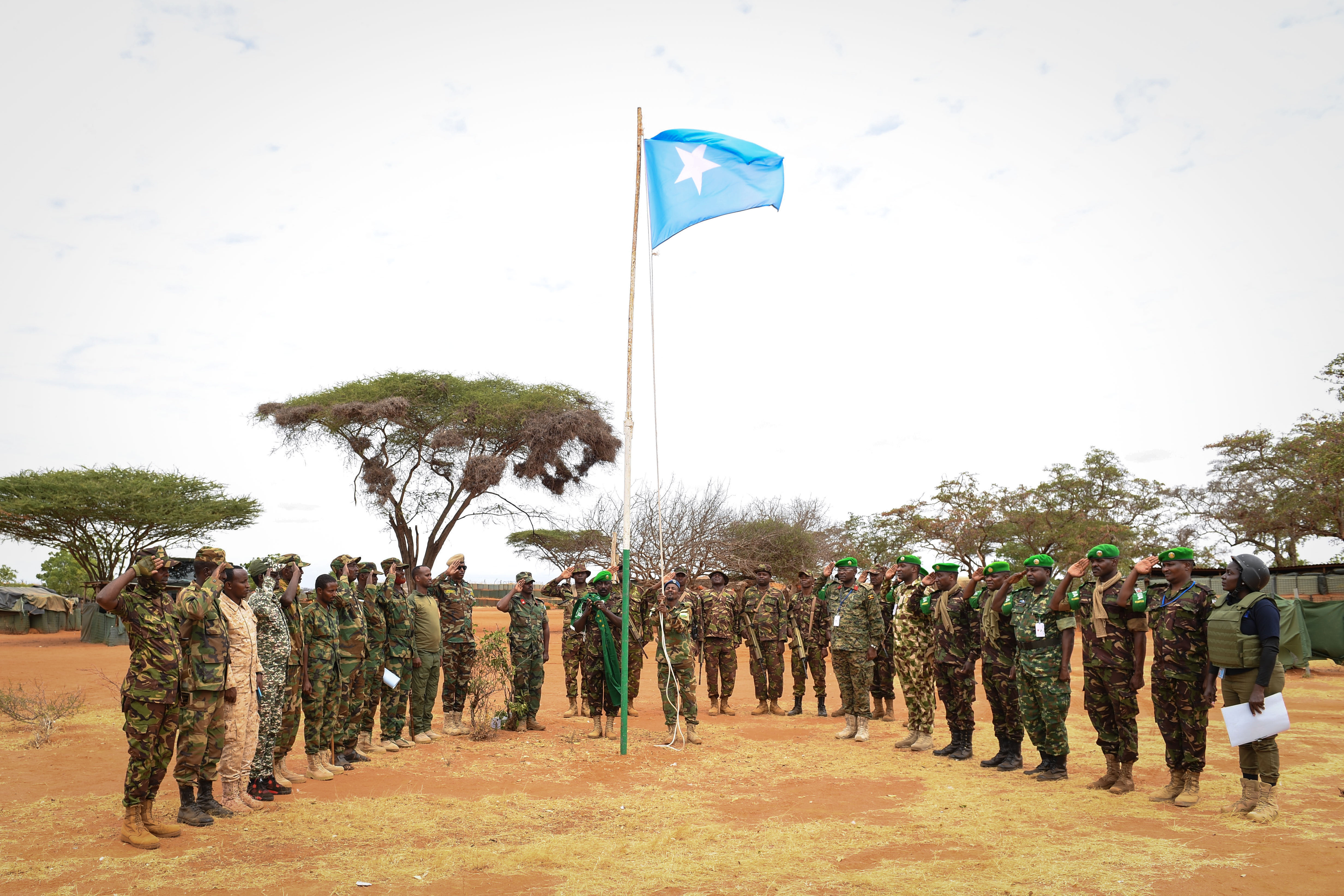
ゲリル基地がケニア軍からソマリア軍に引き渡された際のソマリア国旗掲揚

2023年6月27日、国連安全保障理事会は、決議2687号により、2023年9月30日までにATMISの軍人を17,626人から14,626人に減らすが、ATMISの任期を6カ月延長して12月31日までにすることを決めた。
2023年6月30日、モガディシュのアルジャジーラ1とジュバランド州のゲリルを引き渡し。これにより、シャアジカリ、ミルトゥゴ、カダレ、アルバオ、ゲリル、アルジャジーラ1、マルカアユーブの7箇所が引き渡しとなり、第1段階が終了した。

### 撤退の第2段階
2023年9月初め、ソマリア政府はアルシャバブの脅威が無くなっていないとして、90日間の撤退作戦延期を要求した。ATMISに参加しているAU各国も同じく90日間の延長を要求した。
2023年9月17日、下部シェベリ地域のビオ・カダーレ基地がブルンジ軍からソマリア軍に引き渡された。
同じ2023年9月17日、バコール地域のエル・バルデからフドゥールに向かうエチオピア軍の車列が、アル・シャバブに襲撃された。アル・シャバブ側はエチオピア軍167名を殺害したと主張。一方、エチオピア軍は大きな損害を否定し、逆にアル・シャバブの兵士50名を殺害したと発表した。（後日、アル・シャバブはエチオピア兵178名を殺害したと発表し、一方エチオピア軍はアル・シャバブ462名を殺害したと発表した。）
2023年11月15日、国連安全保障理事会はATMISの任期を2024年6月30日まで延長することを決定。ただし2023年12月31日までは最大17,626人、2024年6月30日までは最大14,626人とすることとなった。
2024年2月、ウガンダ軍が守る州議会議事堂、国会議事堂などがソマリア軍に引き渡され、ATMIS撤退の第2段階が終了した。

### 撤退の第3段階とAUSSOMへの移行
ATMISに資金を提供しているEUは、ATMISではソマリアの治安維持を回復するのは難しいとして、資金提供に難色を示し始めた。ただしアル・シャバブの活動が盛んであることから、ATMISの即時撤退は現実的ではなく、2024年12月までの撤退が必要と見られた。
一方、2024年1月、エチオピア政府とソマリランド政府は、ソマリランドがエチオピアに海岸を貸与すると発表した。ソマリランドの独立を認めていないソマリア政府は、その海岸はソマリア領であるとして、エチオピア政府と対立した。2024年2月19日、ソマリア代表を招いての国際連合安全保障理事会が行われ、ソマリア政府はその場でもエチオピア政府を激しく非難した。
2024年3月、国連安全保障理事会は、ATMISに代わるAU主導の国連承認の平和支援活動を求めるソマリア政府の要請に留意することなどを決議した。
2024年5月、ソマリアの首都でソマリア政府とATMISの各国軍代表が会合し、ATMISを改組したアフリカ連合ソマリア支援安定化ミッション (AUSSOM) を作り、その役割を、ソマリア軍の構築、訓練、作戦を支援し、ソマリア軍が安全保障上の脅威に独自で対処する準備を完全に整えるようにすることとなった。
ただし2024年6月、ソマリア政府はエチオピアに対し、1月のソマリランドとの協定を破棄しない限りは12月末をもってエチオピア軍を追放する（つまりAUSSOMにエチオピア軍を参加させない）と表明した。一方で、エチオピア軍が駐留しているジュバランド、南西ソマリアなどソマリア南部にあるソマリア連邦構成国は、エチオピア軍の撤退に不安を表明した。
2024年6月15日、ATMISは第3段階となる5000人の人員削減を開始。まずは下部シェベリ地域のバリイレ基地がウガンダ軍からソマリア軍に引き渡された。

2024年6月28日、国連安全保障理事会は、8月12日までに兵力を14,626人から12,626人に減らし、第3段階完了までにさらに2000人を削減することを決議した。なお、この時点でATMISは1億4500万ドルの滞納を抱えていた。
2024年8月15日、国連安全保障理事会は、ATMISを2024年12月31日まで延長することを全会一致で承認した。
2024年11月14日、国際連合は、2013年から続けていたソマリア連邦政府の支援活動である国際連合ソマリア支援ミッション (UNSOM)を終了し、活動をソマリア政府に移行することを目的とした国際連合ソマリア支援ミッション（UNTMIS）に移行した。
2024年11月14日、ジュバランドのブルガボ基地がケニア軍からソマリア軍に引き渡された。これでATMISの第3段階の基地引き渡しが完了した。第1段階から数えると、21の基地が引き渡されたことになった。
2025年1月1日、予定通りATMISはアフリカ連合ソマリア支援安定化ミッション (AUSSOM) に移行された。

## 資金
以下は報道された提供資金の一部であり、全てではない。また、日本円は2025年1月時点の為替で計算した概算値である。
資金の大部分は欧州連合 (EU)諸国が提供している。
2023年3月2日、EUはATMISに対して8,500万ユーロ（140億円）、ソマリア軍に対して2,500万ユーロ（41億円）を追加融資することとなった。合計でATMISに対して1億8,500万ユーロ（298億円）、ソマリア軍に対して2,000万ユーロ（30億円）となった。なお、前身組織からの総額は2007年以降で24億ユーロ（4000億円）となる。
2023年4月6日、インドはATMISに200万ドル（1億5千万円）の寄付を決定。
2024年4月16日、EUはATMISに7000万ユーロ（100億円）、ソマリア軍に4000万ユーロ（70億円）の追加投資を決定。合計金額はATMISに対して2億7000万ユーロ（440億円）、ソマリア軍に対して5,000万ユーロ（80億円）となった。
2024年10月16日、イギリスはATMISに750万ポンド（15億円）の追加援助を決定。